# L'Alchimiste (pièce de théâtre)
 (février 2023).
Le contenu est difficilement compréhensible vu les erreurs de traduction, qui sont peut-être dues à l'utilisation d'un logiciel de traduction automatique.
Pour les articles homonymes, voir Alchimiste (homonymie).
L'Alchimiste (The Alchemist) est une pièce de théâtre de Ben Jonson, jouée pour la première fois en 1610 à Oxford par la troupe des King's Men. Elle est considérée comme la plus célèbre et la plus caractéristique des comédies de l'auteur. Le respect astucieux des unités classiques et la vive représentation de la folie humaine en ont fait l'une des rares pièces de la Renaissance (à l'exception des œuvres de Shakespeare) ayant été représentées continuellement sur scène, à l'exception d'un relatif oubli à l'époque victorienne.

## Contexte
L'Alchimiste est créée trente-quatre ans après l'ouverture du premier théâtre public permanent à Londres (The Theatre), donc dans un contexte théâtral déjà bien établi en Angleterre. Parmi le groupe des « University Wits (en) », qui avait transformé le drame à l'époque élisabéthaine, seul Thomas Lodge vivait encore, alors que le dernier grand dramaturge à s'épanouir avant l'Interrègne, James Shirley, était déjà adolescent. Les théâtres avaient vaincu l'opposition des autorités civiles et religieuses et les spectacles étaient parties prenantes de la vie de la cour et d'un grand nombre de Londoniens.
Le lieu pour lequel Jonson semble avoir écrit sa pièce reflète cette nouvelle acceptation du théâtre dans la vie culturelle de la ville. En 1597, la compagnie des Lord Chamberlain's Men s'était vu refuser l'autorisation d'utiliser le théâtre de Blackfriars comme salle de spectacle d'hiver en raison des objections des résidents influents du quartier. Entre 1608 et 1610, la compagnie, devenue les King's Men, reprend le contrôle de la salle, cette fois sans objection. L'établissement sur cette scène, à l'intérieur des murs de la ville, ainsi que le patronage royal, marquent l'ascension de cette compagnie dans le monde théâtral londonien. L'Alchimiste figure parmi les premières pièces choisies pour être jouées au théâtre.
De même, la pièce de Jonson reflète cette nouvelle confiance. Il y applique avec succès pour la première fois sa conception du théâtre classique à un décor du Londres contemporain. Les ressorts classiques de la comédie, notamment la relation entre Lovewit et Face, sont entièrement modernisés.

## Synopsis
Une épidémie de peste à Londres oblige un gentleman, Lovewit, à fuir temporairement à la campagne. Il quitte sa maison qu'il laisse sous la seule responsabilité de son majordome, Jeremy, qui profite de l'occasion pour transformer la maison en un quartier général pour des actes frauduleux. Il se fait nommer « Captain Face » et fait appel à Subtle, un arnaqueur, et à Dol Common, une prostituée.
La pièce s'ouvre sur une violente dispute entre Subtle et Face concernant le partage des richesses qu'ils ont et continueront à amasser. Dol sépare la paire et explique avec eux qu'ils doivent travailler en équipe s'ils veulent réussir. Leur premier client est Dapper, un clerc d'avocat qui souhaite que Subtle utilise ses supposées compétences nécromantiques pour invoquer un « familier » ou un esprit pour l'aider dans ses ambitions de jeu. La tripartite suggère que Dapper peut gagner les faveurs de la « reine des fées », mais il doit se soumettre à des rituels humiliants pour qu'elle l'aide. Leur deuxième goéland est Drugger, un buraliste, qui souhaite créer une entreprise rentable. Après cela, un riche noble, Sir Epicure Mammon, arrive, exprimant le désir de gagner lui-même la pierre philosophale, qui, selon lui, lui apportera une énorme richesse matérielle et spirituelle. Il est accompagné de Surly, un sceptique et un démystificateur de toute l'idée de l'alchimie. On lui promet la pierre philosophale et on lui promet qu'elle transformera tout métal vil en or. Surly cependant, soupçonne Subtle d'être un voleur. Mammon voit accidentellement Dol et on lui dit qu'elle est la sœur d'un seigneur qui souffre de folie. Subtle parvient à se mettre en colère contre Ananias, un anabaptiste, et exige qu'il revienne avec un membre plus ancien de sa secte (Tribulation). Drugger revient et reçoit des conseils faux et ridicules sur la création de sa boutique ; il apporte également des nouvelles qu'une jeune veuve riche (Dame Pliant) et son frère (Kastril) sont arrivés à Londres. Subtle et Face, dans leur avidité et leur ambition, cherchent à gagner la veuve.
Les anabaptistes reviennent et acceptent de payer les biens à transmuter en or. Ce sont en fait les marchandises de Mammon. Dapper revient et on lui promet qu'il rencontrera bientôt la reine des fées. Drugger amène Kastril qui, lorsqu'on lui dit que Subtle est un marieur habile, se précipite pour chercher sa sœur. Drugger est amené à comprendre que le paiement approprié pourrait garantir son mariage avec la veuve. Dapper a les yeux bandés et est soumis à des humiliations « fées » ; mais à la réapparition de Mammon, il est bâillonné et jeté à la hâte dans les toilettes. Mammon est présenté à Dol. On lui a dit que Dol est la sœur d'un noble devenu fou, mais il n'est pas rebuté et lui fait des compliments extravagants. Kastril et sa sœur reviennent. Kastril reçoit une leçon de querelle, et la veuve captive à la fois Face et Subtle. Ils se disputent pour savoir qui doit l'avoir.
Surly revient, déguisé en noble espagnol. Face et Subtle croient que l'Espagnol ne parle pas anglais et ils l'insultent. Ils croient également qu'il est venu pour une femme, mais Dol est ailleurs dans le bâtiment « engagé » avec Mammon, alors Face a l'inspiration d'utiliser Dame Pliant. Elle hésite à devenir comtesse espagnole mais est vigoureusement persuadée par son frère de partir avec Surly. Les filous doivent se débarrasser de Mammon. Dol organise une crise et il y a une "explosion" du "laboratoire". De plus, le frère furieux de la dame est à la recherche de Mammon, qui s'en va. Surly révèle sa véritable identité à Dame Pliant et espère qu'elle le considérera favorablement en conséquence. Surly révèle sa véritable identité à Face and Subtle, et les dénonce. En succession rapide, Kastril, Drugger et Ananias reviennent et se lancent sur Surly, qui bat en retraite. Drugger reçoit l'ordre d'aller chercher un costume espagnol s'il veut avoir une chance de revendiquer la veuve. Dol apporte la nouvelle du retour du maître de maison.
Les voisins de Lovewit lui disent que sa maison a reçu de nombreux visiteurs pendant son absence. Face est maintenant à nouveau le plausible Jeremy, et nie l'accusation - il a gardé la maison fermée à clé à cause de la peste. Surly, Mammon, Kastril et les anabaptistes reviennent. Il y a un cri du privé ; Dapper a mâché son bâillon. Jeremy ne peut plus entretenir sa fiction. Il promet à Lovewit que s'il lui pardonne, il l'aidera à obtenir une riche veuve (c'est-à-dire Dame Pliant). Dapper rencontre la « reine des fées » et s'en va heureux. Drugger livre le costume espagnol et est envoyé pour trouver un pasteur. Face dit à Subtle et Dol qu'il a avoué à Lovewit, et que des officiers sont en route ; Subtle et Dol doivent fuir, les mains vides.
Les victimes reviennent. Lovewit a épousé la veuve et réclamé les biens de Mammon ; Surly et Mammon partent désolés. Les anabaptistes et le droguiste sont sommairement licenciés. Kastril accepte le mariage de sa sœur avec Lovewit. Lovewit rend hommage à l'ingéniosité de son serviteur, et Face demande pardon au public.

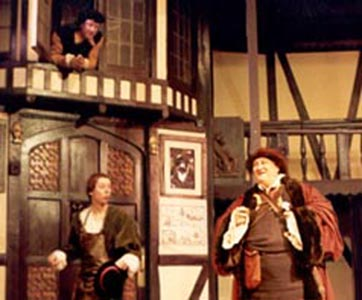
Une scène d'une production théâtrale de Los Angeles.

## Analyse
Une preuve d'un genre plus ambigu est présentée par le cas de l'Albumazar de Thomas Tomkis, joué pour le roi Jacques Ier à Cambridge en 1615. Une tradition apparemment originaire de Dryden soutenait que Jonson avait été influencé par la comédie académique de Tomkis. Dryden a peut-être mentionné Jonson pour accroître l'intérêt pour une pièce quelque peu obscure qu'il faisait alors revivre ; il peut aussi avoir été confus au sujet des dates. En tout cas, la question de l'influence est désormais inversée. Albumazar est avant tout une adaptation de L'Astrologo de Giambattista della Porta ; cependant, tant la similitude dans le sujet que la familiarité apparente de Tomkis avec la dramaturgie commerciale rendent possible qu'il était au courant de L'Alchimiste, et peut avoir réagi au succès de la pièce.
Le poète et critique anglais Samuel Taylor Coleridge considère l'intrigue comme étant l'une des trois les plus parfaites de la littérature[réf. souhaitée].

## Historique des représentations
Il semble que la pièce ait été écrite pour être jouée à Blackfriars mais, ironiquement, étant donné l'argument de la pièce, une épidémie force la compagnie à partir en tournée en province, et L'Alchimiste est créée à Oxford en 1610, avec une représentation à Londres plus tard cette année-là. Son succès est souligné par des représentations à la cour en 1613 et en 1623.
La pièce a continué sur scène comme un droll (comédie) pendant la période du Commonwealth ; après la Restauration, il appartenait au répertoire des Hommes du Roi de Thomas Killigrew, qui semblent l'avoir exécuté avec une certaine fréquence au cours de leurs premières années d'exploitation. La pièce n'est pas connue pour avoir été jouée entre 1675 et 1709, mais la fréquence des représentations après 1709 suggère qu'elle l'était probablement. En effet, la pièce a été fréquemment jouée au cours du XVIIIe siècle ; Colley Cibber et David Garrick ont tous deux été des succès notables dans le rôle de Drugger, pour qui une petite quantité de nouveau matériel, y compris des farces et des monologues, dans la seconde moitié du siècle a été créé.
Après cette période d'épanouissement, la pièce est tombée en désuétude, ainsi que presque tous les drames de la Renaissance non shakespearien, jusqu'au début du XXe siècle. L'Elizabethan Stage Society de William Poel a produit la pièce en 1899, suivie une génération plus tard par des productions à Malvern en 1932, avec Ralph Richardson dans le rôle de Face, et à l'Old Vic en 1947. Dans cette dernière production, Alec Guinness a joué Drugger, aux côtés de Richardson en tant que Face.
L'Oregon Shakespeare Festival a organisé une production au rythme effréné, presque ridicule en 1961 ; Gerard Larson a joué Face sous la direction d'Edward Brubaker. La performance a reçu des critiques généralement favorables ; cependant, une production de 1973 se déroulant dans le cadre du Far West ne l'a pas fait ; le cadre était généralement considéré comme incompatible avec le ton et le traitement de la pièce.
En 1962, Tyrone Guthrie a produit une version modernisée à l'Old Vic, avec Leo McKern comme Subtle et Charles Gray comme Mammon. La production de Trevor Nunn en 1977 avec la Royal Shakespeare Company présentait Ian McKellen comme un personnage « gras et misanthrope », dans une version adaptée par Peter Barnes. L'original a été joué au Royal National Theatre, avec Alex Jennings et Simon Russell Beale dans les rôles centraux, de septembre à novembre 2006. Une production vestimentaire contemporaine dirigée par Michael Kahn a ouvert la saison 2009/2010 à la Shakespeare Theatre Company à Washington. Une autre production de vêtements contemporains a été dirigée par Tariq Leslie et produite par l'Ensemble Theatre Co-operative au Jericho Arts Centre, Vancouver, Canada à l'été 2012.
La saison 2015 du Stratford Shakespeare Festival comprenait une production dirigée par Antoni Cimolino avec Stephen Ouimette dans Subtle, Jonathan Goad dans Face et Brigit Wilson dans Dol.
Une nouvelle production Royal Shakespeare Company réalisée par Polly Findlay et mettant en vedette Ken Nwosu dans le rôle de Face, Hywel Morgan dans le rôle de Lovewit, Siobhan McSweeney dans le rôle de Dol et Mark Lockyer dans le rôle de Subtle devait ouvrir ses portes au Barbican Theatre de Londres le 2 septembre 2016.

## Historique des publications
Un quarto de la pièce a été publié en 1612 par Walter Burre, imprimé par Thomas Snodham et vendu par John Stepneth. 